# Pycreus capillifolius
Pycreus capillifolius là loài thực vật có hoa trong họ Cói. Loài này được (A.Rich.) C.B.Clarke miêu tả khoa học đầu tiên năm 1894.